# Туше Делииванов
Петър (Ту̀ше) Иванов Делииванов (изписване до 1945 година: Петъръ (Туше) Дели-Ивановъ) е български учител и революционер, деец на Вътрешната македоно-одринска революционна организация.

## Биография
Роден на 13 октомври 1869 година в град Кукуш, тогава в Османската империя, днес Килкис, Гърция. Брат му Гоце Делииванов е учител в кукушкото българско училище. В 1882 година постъпва в българската гимназия в Солун, а в 1887 година я завършва и става учител в Кукуш (1887 – 1894).
През август 1894 година заминава за София и се свързва с Гоце Делчев, негов съгражданин, който точно тогава приключва с Военното училище. Обсъждайки пътя на революционната дейност в Македония, по който Гоце е решил да поеме, Туше решава да го последва и като него подава заявление за учител. И двамата са назначени в Щип за учебната 1894/1895 година (Туше от Българската екзархия като главен учител, а Гоце от Щипското училищно настоятелство в Ново село, махала на града). В Щип са посрещнати от Даме Груев, с когото вече се познават от Солун, назначен същата есен, и се настаняват в една къща. След като Гоце Делчев споделя обстойно своите планове, Даме Груев с радост ги посвещава в организацията, създал предишната година в Солун със съмишленици – Български македоно-одрински революционни комитети (БМОРК, по-късно ВМОРО). За влизането се в революционната организация Туше Делииванов разказва: „Даме Груев ни даде да прочетем един устав. Гоце Делчев веднага даде клетва, след като го прочете. Аз заявих на Даме Груев, че не мога да изпълнявам всичко по устав, щом не съм съгласен с нещо, затова не давам клетва. Д. Груев каза „нищо, нищо“ и ме остави без клетва“.
Като учители в Щип, тримата си поделят районите за дейност: Даме Груев и Туше Делииванов – градът и селата от едната страна, а Гоце Делчев – Ново село и селата от неговата страна, като урежда и канали към и от България, както и към вътрешността на Македония. Дейността на Гоце е толкова активна, че постепенно поема ръководството и грижата за всички села. Както отбелязва Туше Делииванов, в Щип за пръв път се основава наистина действаща революционна организация и заслугата е на Гоце Делчев. Необходимите за дейността ѝ пари, които не успяват да съберат от щипските първенци, Делчев и Делииванов търсят в Кукуш – през пролетта на 1895 година те отиват в родния си град и събират 335 турски лири, а след тях кукушани събират и изпращат още 1000 лири. Създават и революционен комитет в града и околията.
За учебната година 1895/1896 година по общо решение Гоце Делчев остава в Щип като главен учител и изгражда напълно революционната мрежа в Североизточна Македония, а Даме Груев и Туше Делииванов напускат града. Делииванов се завръща в Кукуш като учител. Остава до 1901 година, главен учител е, учителства и в Кавадарци. Председател е на околийския революционен комитет в Кукуш от създаването му в 1895 до 1898 година. В 1901 година е задържан от властите, но успява да избяга в България. На Деветия македоно-одрински конгрес през юли-август 1901 година е делегат и кандидат от сарафистката листа.
През септември 1901 година заедно с Димитър Стефанов е избран от Централния комитет в Солун за задграничен представител на ВМОРО в София, какъвто остава до 1903 година. Делегат е на Кюстендилския конгрес от 1908 година. Подкрепя фракцията на Яне Сандански в македоно-одринското освободително движение. Близък е на Боян Биолчев.
След Младотурската революция в 1908 година Делииванов заминава за Кукуш и е сред учредителите на Народната федеративна партия (българска секция). В 1909 година обаче се връща в София.
Член е на Временното представителство на обединената бивша ВМРО. През 1923 година при обединението на МФРО и неутралните македонски братства влиза в Националния комитет на организацията като подпредседател. Повторно влиза в ръководния орган на Съюза на македонските емигрантски организации като съветник през септември 1934 година.
От 20 януари 1924 година е председател на Кукушкото благотворително братство, създадено на 20 януари 1922 година с първи председател професор Александър Станишев.
През септември 1944 година подписва в София „Апела към македонците в България“. Поканен е да участва в управлението на Народна република Македония, но отказва. Туше Делииванов умира в 1950 година в София.
Синът му, Кръстю, в 1935 година завършва медицина в Софийския университет.

## Памет
На Туше Делииванов е наречена улица в квартал „Дружба“ в София (Карта).